# Domingo Borallo
Domingo Borallo (* 1925) ist ein ehemaliger uruguayischer Leichtathlet.

## Karriere
Borallo war in den Laufwettbewerben auf den Sprintstrecken aktiv. Seine persönliche Bestzeit auf der 200-Meter-Strecke datiert vom 31. März 1946, als er 21,8 Sekunden für diese Distanz benötigte. Bei den Leichtathletik-Südamerikameisterschaften 1945 in Montevideo gehörte er der uruguayischen 4-mal-100-Meter-Staffel an, die die Bronzemedaille gewann.

## Erfolge
- 3. Platz Südamerikameisterschaften: 1945 – 4-mal-100-Meter-Staffel

## Persönliche Bestleistungen
- 200 Meter: 21,8 Sekunden, 31. März 1946